# Laphria vulpina
Laphria vulpina là một loài ruồi trong họ Asilidae. Laphria vulpina được Meigen miêu tả năm 1820. Loài này phân bố ở vùng Cổ Bắc giới.